# Зала (Лука)
Зала је насеље у Италији у округу Лука, региону Тоскана.
Према процени из 2011. у насељу је живело 34 становника. Насеље се налази на надморској висини од 326 м.